# Oltingen
Oltingen es una comuna suiza del cantón de Basilea-Campiña, situada en el distrito de Sissach. Limita al norte con las comunas de Rothenfluh y Anwil, al este con Kienberg (SO), al sureste con Erlinsbach (SO) y Rohr (SO), al suroeste con Zeglingen, y al oeste con Wenslingen.